# Lexbase

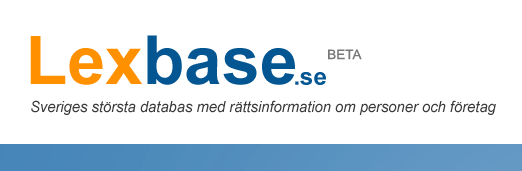
Lexbases logotyp för webbplatsen.

Lexbase är en svensk webbplats öppnad 2014, där allmänheten kan söka efter privatpersoner och företag som blivit fällda i brottmål eller varit part i tvistemål i svenska domstolar sedan 2009. Sedan mars 2015 erbjuder webbplatsen även en läkartjänst där man bland annat kan undersöka huruvida svenska läkare och tandläkare blivit prickade i sin yrkesutövning. Webbplatsen ägs av företaget Garrapatica AB, som ingår i koncernstrukturen Verifiera AB. Verifiera har även samlat in och sålt uppgifter om personer som sedan 2008 har varit föremål för psykiatrisk tvångsvård och för missbruksvård enligt 210 000 domar i förvaltningsrätterna.
Verifiera AB erbjuder även sökgränssnitt riktade till företag, som bland annat kan användas under rekryteringsprocessen. Verifieras rättsdatabas kan integreras med de HR-system som används av arbetsgivare och rekryteringsföretag för att göra bakgrundskontroll på arbetssökande istället för att kräva att personen själv uppvisar utdrag ur belastningsregistret. Därmed kan dömda personer, och tidigare även personer med psykisk ohälsa, ha svårigheter att få anställning hos stora arbetsgivare, även långt efter att straff är avtjänade och tvångsvård har slutförts, och ibland längre än uppgifterna finns kvar i polisens belastningsregister. Verifiera säger sig inte gallra gamla uppgifter ur databasen för rekryteringssystemen. Lexbase och MrKoll säger sig dock gallra uppgifter från sin webbplats, upp till 20 år efter domen, eller aldrig vid livstidsstraff. Brottstyper som inte är grova, utan kan ge påföljd högst 2 års fängelse på straffskalan, exempelvis fortkörning, gallras efter 5 år. Verfiera AB kan inte garantera att HR-systemen i sin tur gallras från nedladdade personuppgifter.
Rättsdatabaserna verksamhet kan inte fortsätta i tidigare form till följd av rättsliga beslut i februari 2025. Verifiera AB begär ut handlingar från svenska domstolar och myndigheter med hänvisning till offentlighetsprincipen, och samlar dem i sin rättsdatabas. Publicering av personuppgifter i rättsdatabaser som lexbase, och konkurrenten Nusvar AB:s tjänst mrkoll, ansågs av svenska myndigheter innan 2022 inte hindras av EU:s GDPR-lagstiftning, eftersom företagen har utgivningsbevis och ansvarig utgivare, och därmed skyddas av den svenska yttrandefrihetsgrundlagen. Ett stort antal anmälningar om förtal har riktats mot Lexbase, men Justitiekanslern beslutade 2014 att inte utreda dem. Sedan 2019 har Integritetsskyddsmyndigheten (dåvarande Datainspektionen) tagit emot ett stort antal anmälningar även mot nykomlingen Mrkoll, vars uppgifter om någon är åtalad dessutom är googlebara redan innan lexbaseuppgifterna blev det. Flera myndigheter och rättsinstanser har dock slagit fast att Verifiera AB hindras av GDPR att sälja uppgifter om psykiatrisk tvångsvård och missbruksvård till nyhetsbyråer och bakgrundskontrollsföretag trots att företaget har utgivningsbevis. Detta eftersom EU-rätt såsom GDPR trumfar svensk grundlag. Våren 2025 gav Högsta domstolen svenska domstolar rätt att villkora utlämnande av personuppgifter i brottmålsdomar till rättsdatabaser, nyhetsbyråer och bakgrundskontrollsföretag, och föreslog att lagstiftning bör utredas för att reglera detta för berättigade ändamål.

## Bakgrund
Redan innan Lexbase startades fanns flera olika databastjänster som erbjuder domstolshandlingar mot betalning, bland annat Siren och Piscatus (som numera har gått samman till Acta Publica) samt InfoTorg, men som inte erbjuder kartvisning och gratis sökningar. De säljer information till bland annat jurister, journalister och undantagsvis även till allmänheten. Dessa bolag har dock en prissättningsmodell som gör att informationen ligger utom räckhåll för den bredare allmänheten. Traditionella medier publicerar dessa uppgifter först efter pressetiska överväganden, men personuppgifter som media inte publicerar har ofta offentliggjorts i forum som Flashback.

## Historik
Företaget Lexbase AB registrerades av Jonas Häger 2013, och systerbolaget Vivalto Information AB 2012. Enligt Bahnhof AB:s VD som initialt hostade Lexbases servrar innan Bahnhof slängde ut Lexbase så är den egentliga grundaren Victor Reynolds. De båda bolagen betalade administrativ avgift för att erhålla offentliga handlingar från ett stort antal domstolar, och verksamheten finansierades av riskkapitalbolag. Tjänsten lanserades på presskonferenser i oktober 2013 och 27 januari 2014, och startades kommersiellt måndag den 27 januari 2014.
Lexbase lanserades den 27 januari 2014 men stängdes ned efter tre dagar av sin internetleverantör Bahnhof efter stark kritik från media, myndigheter och allmänhet. Den öppnades tillfälligt 31 januari genom en virtuell server genom företaget City Networks, men stängdes ned av City Networks inom några timmar. Lexbase nylanserades i en ny version den 4 april 2014 med ny leverantör, först utan den kritiserade kartfunktionen, men den 27 maj fick webbplatsen en ny kartfunktion, och sökresultatet tillgängliggjordes med personuppgifter kostnadsfritt för allmänheten. Kartfunktionen har senare upphört. Av säkerhetsskäl har Lexbase valt att inte tillkännage vem den nya innehållsleverantören är, men IP-adressen tillhör företaget CloudFlare, som cashar innehållet i Sverige.
Advokaten Pontus Ljunggren var talesman och delägare i Lexbase men hoppade av projektet 28 januari 2014 efter att ha blivit mordhotad.
Webbplatsen utsattes för flera hackerattacker och har haft driftproblem sedan start till följd av stort antal sökningar eller överbelastningsattacker. Säkerheten var bristfällig och redan två dagar efter start framkom att Lexbase hade hackats och en databasfil innehållande personnummer och adresser för över 100 000 personer spreds på Internet. Strax därefter framkom att registrerade användare kunde utnyttja ett säkerhetshål för att ladda ner samtliga domar och bilagor utan att betala.
Webbhotellet Bahnhof tog ner webbplatsen på kvällen den 29 januari med hänvisning till hackerförsök. Dagen därpå meddelade företaget att man inte längre skulle ge serverutrymme åt Lexbase av hänsyn till den personliga integriteten. Bahnhof har varit värd för många kontroversiella webbplatser, bland annat Wikileaks, men VD:n Jon Karlung menade att Lexbase "slår bara nedåt" och "gör grannar till spioner mot varandra" och att Bahnhof "vill fortsätta att värna yttrandefriheten, men i det här fallet gick det bara inte". Sedan återlanseringen den 4 april 2014 säger sig bolaget inte ha upplevt problem med hackerattacker.  
Lexbase var 2014 den mest ökande söktermen på Google i Sverige. 
I mars 2016 bytte företaget som tillhandahåller tjänsten namn från Lexbase AB till Verifiera AB.
Sedan 2020 är tidigare moderate politikern Gunnar Axén styrelseordförande för Verifiera AB.
Sedan 2022 drivs den öppna tjänsten Lexbase via företaget Garrapatica AB sedan IMY (integritetsskyddsmyndigheten) utdelat en reprimand mot företaget Verifiera AB för otillåten personuppgiftsbehandling.
Verifiera AB sponsrar även Rättegångspodden.

## Beskrivning
Lexbase innefattar sökfunktioner där allmänheten kan söka på personers namn, adress eller personnummer för att se om de varit föremål för juridisk prövning. En kartfunktion (i versionen från januari 2014 och efter 27 maj 2014) visar bostadsadresser för personer och företag som förekommer i databasen. Adressuppgifterna uppdateras genom avstämning mot folkbokföringen en gång i månaden. Nytt för söktjänsten i mars 2014 var att även företag som förekommit i tvistemål är sökbara.
Även personer som friats eller vars dom inte vunnit laga kraft ger sökträffar och markeras på kartan. Typ av rättegång framgår inte av kartan, utan allt från rena civilmål med förlikning i godo, trafikförseelser och vårdnadstvister till grov brottslighet indikeras på samma sätt. I resultatlistan från sökningar anges numera måltyp (tvistemål eller brottmål), namn, ålder och nuvarande folkbokföringsadress. Den som kostnadsfritt prenumererar på e-postuppgifter om personer i sitt närområde som förekommer i databasen får dessutom veta deras medborgarskap. Detaljer om rättegången, inklusive rättegångsutfall, framgår av de domstolshandlingar som Lexbase tillhandahåller mot en avgift. Lexbase databas innehåller samtliga domar från såväl hovrätterna som högsta domstolen och dessa domar är också sökbara. Det framgår alltså av betaltjänsten om en person som dömts eller friats i lägre instans fått en dom ändrad eller fastställd i högre instans. 
Namn på vittnen och målsägande som inte är sekretessbelagda finns med i materialet som säljs men ger inte sökträffar och indikerades inte på kartan.
I versionen från januari 2014 angavs adress vid rättegångstillfället, men efter nylanseringen i april 2014 hämtar företaget folkbokföringsadresser från skatteverket och företaget hävdar därför att tidigare problem med fel utpekade adresser skall vara eliminerat. På den pdf-version av domen som kan beställas anges dock adressen som den antecknats av domstolen vid rättegångstillfället eftersom det är en exakt kopia av domen. 
Lexbase läkartjänst är en databas innehållande Sveriges samtliga läkare och tandläkare med uppgift om deras specialinriktning. Databasen innehåller vidare information om huruvida viss läkare varit föremål för disciplinär prövning med anledning av sin yrkesutövning. Tjänsten innefattar därmed beslut från Hälso- och sjukvårdens ansvarsnämnd (HSAN) respektive Inspektionen för vård och omsorg (IVO).  
I april 2015 meddelade bolaget informellt att en tjänst är på gång som avser tillhandahålla information rörande advokater som varit föremål för prövning av Advokatsamfundets disciplinnämnd.
Under hösten 2015 lanserade Lexbase en företagstjänst som riktar sig till näringsidkare, myndigheter och övriga associationer. Denna tjänst omfattar, utöver originaltjänsten, handlingar från en rad andra domstolar och myndigheter.

### Anmälningar och domar mot ägarföretaget
Lexbase anmäldes strax efter lanseringen till justitiekanslern (JK) av ett stort antal personer för brott mot yttrandefrihetsgrundlagen. Dagen efter nedstängningen, bara fyra dagar efter lanseringen, hade JK tagit emot runt 100 anmälningar från personer som ansåg sig blivit "uthängda" som brottslingar på lösa grunder. Enskilt åtal för förtal väcktes också första veckan vid Stockholms tingsrätt med krav på fängelse och skadestånd på 200 000 kr. En man som utsatts för ett sexuellt ofredande och som förekom på Lexbase, krävde den 31 januari skadestånd av svenska staten för att ha kränkt hans rätt till privatliv enligt Europakonventionen. Skadeståndskravet motiverades med att staten inte gjort det möjligt att åtala eller kräva skadestånd från Lexbase för dess hantering av personuppgifter, utan enbart för förtal.
Emellertid kommer de hundratals JK-anmälningarna mot företaget och företagets ansvarige utgivare Jonas Häger inte att utredas enligt beslut av justitiekanslern i mars 2014. I april 2015 friades Lexbase AB:s ansvarige utgivare Jonas Häger i två tryckfrihetsmål vid Stockholms tingsrätt.
Verifiera AB har tillhandahållit en söktjänst där det var möjligt att söka på personnamn, personnummer eller adress för att ta del av mål om psykiatrisk tvångsvård och tvångsvård av missbrukare. Trots att Verifiera AB har utgivningsbevis och därmed grundlagsskydd så har företaget förelagts att upphöra med söktjänsten enligt beslut av Integritetsskyddsmyndigheten i september 2022, och enligt dom av Förvaltningsrätten i Stockholm i februari 2023, därför att företaget har behandlat känsliga personuppgifter i strid med GDPR, utan journalistiskt syfte.

## Debatt
Genom att ha beviljats ett utgivningsbevis är företaget delvis undantaget dataskyddsförordningens (GDPR:s) och den tidigare personuppgiftslagens regler om integritetsskydd. Detta ger Lexbase skydd under den svenska yttrandefrihetsgrundlagen, men de får ändå inte presentera känsliga personuppgifter utan journalistiskt syfte och i strid med dataskyddsförordningen, exempelvis om psykiatrisk tvångsvård. Brottsbalkens bestämmelser om förtal gäller fortfarande. Till följd av Lexbase har en debatt uppstått om grundlagen bör ändras, och om vilka uppgifter som bör sekretessbeläggas i domstolshandlingar.
Företaget mötte massiv kritik redan första dagen för att tillhandahålla ett eget belastningsregister, där inte bara journalister och jurister utan allmänheten kunde göra sökningar. Kritiken har handlat om att brottsoffers integritet kränks, och om att vem som helst kan misstänkliggöras som kriminell, och riskera att drabbas av förtal, repressalier och identitetsstöld. Det gällde allt från felaktigt utpekade personer till personer som enbart är inblandade i tvister eller har begått ringa förseelser, som redan hade avtjänat sina straff och inte längre ägnar sig åt brottslighet eller som frikänts i hovrätt eller andra högre instanser. Exempelvis kunde oskyldiga utpekas genom att kartan (i webbplatsens version från januari 2014) visade den adress som angavs i domen, trots att andra personer kunde ha flyttat in på adressen. Mot detta har Lexbase invänt att man bara förmedlar uppgifter som framgår av register som faller under offentlighetsprincipen och som dessutom kräver en aktiv sökning. Lexbase säger sig aldrig felaktigt ha utpekat ett visst namn som förekommande i någon rättsprocess. Alla felaktigheter har varit adressrelaterade, inte namnrelaterade.  
Webbplatsen har kritiserats av Advokatsamfundets generalsekreterare Anne Ramberg för "missbruk av grundlagsrättigheterna" och för att "snylta på offentlighetsprincipen", och har fått hård kritik av Datainspektionens generaldirektör Kristina Svahn Starrsjö. Justitieminister Beatrice Ask menade att den försvårar för tidigare dömda att komma tillbaka efter avtjänat straff. Organisationen Kriminellas revansch i samhället (KRIS) beskriver Lexbases verksamhet som något som skapar "ett samhälle med extra rädsla" och försvårar för tidigare kriminella att återanpassas till samhället i sin egen takt.
Nils Funcke, sekreterare i den parlamentariska Yttrandefrihetskommittén, påpekade dock att den som hade tillräckligt med pengar även innan Lexbase började sin verksamhet kunde köpa sig tillgång till uppgifterna genom andra tjänster.
Regeringen föreslog i en proposition 2021 att mediegrundlagarna skulle ändras, bland annat så att söktjänster som offentliggör personuppgifter om att någon har begått brott begränsas, men riksdagen sa nej till en grundlagsändring. Syftet var att skydda den personliga integriteten, och konsekvensen skulle bli att det blir svårare för arbetsgivare att göra bakgrundskontroller av personal med hjälp av rättsdatabaser som Mr Koll och Lexbase. Förslaget var omdiskuterat och inkluderades inte i grundlagsförändringen januari 2023.